# Les Églisottes-et-Chalaures
Les Églisottes-et-Chalaures est une commune du Sud-Ouest de la France, située dans le département de la Gironde en région Nouvelle-Aquitaine.

## Géographie

### Localisation et accès
Les Églisottes-et-Chalaures est une commune de la Gironde limitrophe à la fois de la Dordogne et de la Charente-Maritime.
Elle est située sur la D 674, route d'Angoulême à Libourne. La voie ferrée Paris - Bordeaux traverse aussi la commune en longeant cette route.

### Communes limitrophes
Les communes limitrophes sont La Barde, La Roche-Chalais, Chamadelle, Le Fieu, Les Peintures et Saint-Christophe-de-Double.
|               | La Barde (Charente-Maritime) | La Roche-Chalais (Dordogne) |
| Chamadelle    | des Églisottes-et-Chalaures  | Saint-Christophe-de-Double  |
| Les Peintures | Le Fieu                      |                             |

### Climat
Pour des articles plus généraux, voir Climat de la Nouvelle-Aquitaine et Climat de la Gironde.
Historiquement, la commune est exposée à un climat océanique aquitain.  
En 2020, Météo-France publie une typologie des climats de la France métropolitaine dans laquelle la commune est exposée à un climat océanique et est dans la région climatique  Aquitaine, Gascogne, caractérisée par une pluviométrie abondante au printemps, modérée en automne, un faible ensoleillement au printemps, un été chaud (19,5 °C), des vents faibles, des brouillards fréquents en automne et en hiver et des orages fréquents en été (15 à 20 jours).
Pour la période 1971-2000, la température annuelle moyenne est de 12,7 °C, avec une amplitude thermique annuelle de 14,6 °C. Le cumul annuel moyen de précipitations est de 833 mm, avec 11,6 jours de précipitations en janvier et 6,8 jours en juillet. Pour la période 1991-2020, la température moyenne annuelle observée sur la station météorologique la plus proche, située sur la commune de Saint Aulaye-Puymangou à 18 km à vol d'oiseau, est de 13,0 °C et le cumul annuel moyen de précipitations est de 854,8 mm,. Pour l'avenir, les paramètres climatiques de la commune estimés pour 2050 selon différents scénarios d’émission de gaz à effet de serre sont consultables sur un site dédié publié par Météo-France en novembre 2022.

## Urbanisme

### Typologie
Au 1er janvier 2024, Les Églisottes-et-Chalaures est catégorisée commune rurale à habitat dispersé, selon la nouvelle grille communale de densité à sept niveaux définie par l'Insee en 2022.
Elle appartient à l'unité urbaine de Coutras, une agglomération intra-départementale regroupant trois  communes, dont elle est une commune de la banlieue,,. La commune est en outre hors attraction des villes,.

### Occupation des sols

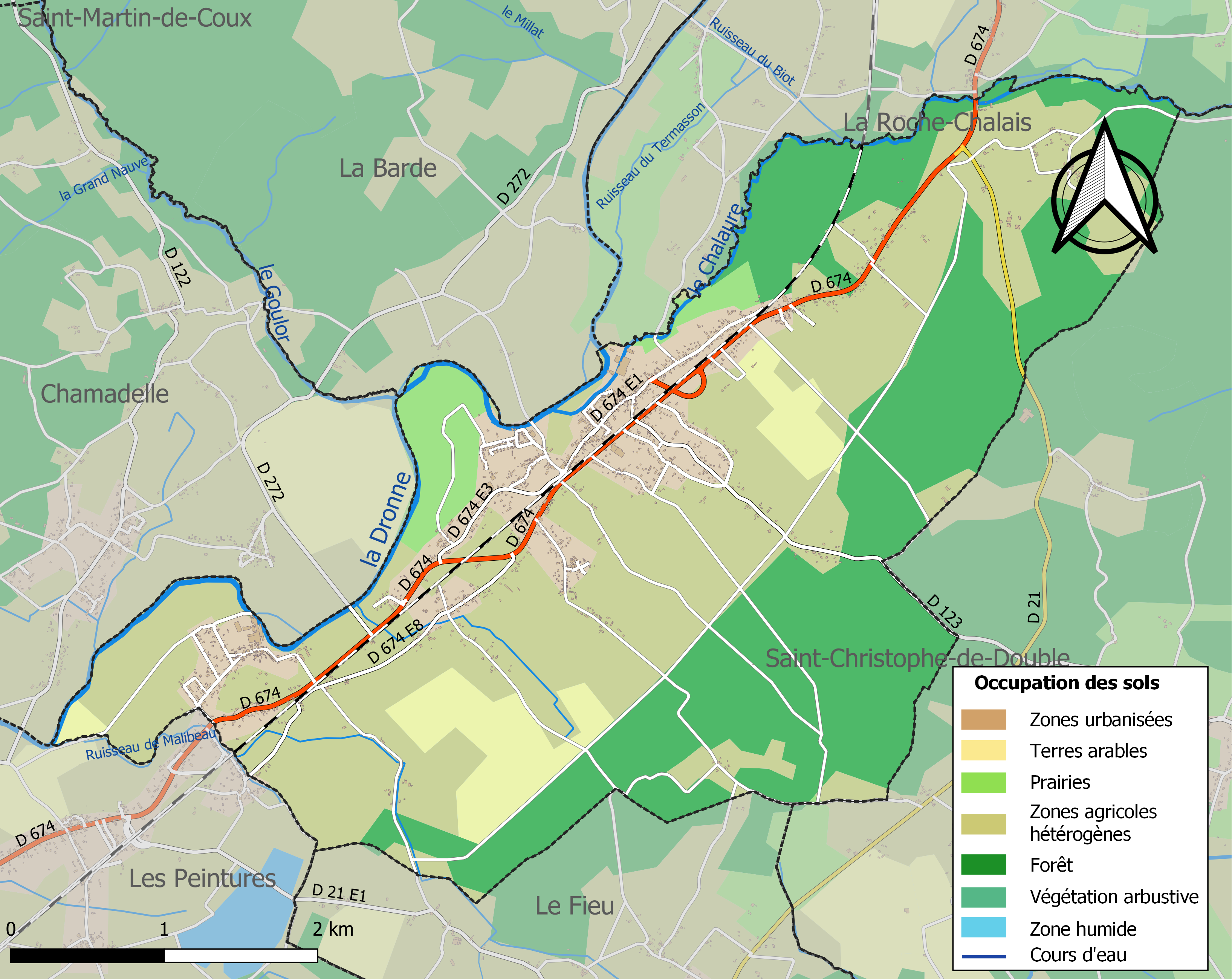
Carte des infrastructures et de l'occupation des sols de la commune en 2018 (CLC).

L'occupation des sols de la commune, telle qu'elle ressort de la base de données européenne d’occupation biophysique des sols Corine Land Cover (CLC), est marquée par l'importance des territoires agricoles (54,3 % en 2018), en diminution par rapport à 1990 (57,9 %). La répartition détaillée en 2018 est la suivante : 
zones agricoles hétérogènes (44,8 %), forêts (34,4 %), zones urbanisées (11,3 %), terres arables (4,3 %), prairies (3,6 %), cultures permanentes (1,6 %). L'évolution de l’occupation des sols de la commune et de ses infrastructures peut être observée sur les différentes représentations cartographiques du territoire : la carte de Cassini (XVIIIe siècle), la carte d'état-major (1820-1866) et les cartes ou photos aériennes de l'IGN pour la période actuelle (1950 à aujourd'hui).

### Risques majeurs
Le territoire de la commune des Églisottes-et-Chalaures est vulnérable à différents aléas naturels : météorologiques (tempête, orage, neige, grand froid, canicule ou sécheresse), inondations, feux de forêts, mouvements de terrains et séisme (sismicité faible). Un site publié par le BRGM permet d'évaluer simplement et rapidement les risques d'un bien localisé soit par son adresse soit par le numéro de sa parcelle.
Certaines parties du territoire communal sont susceptibles d’être affectées par le risque d’inondation par débordement de cours d'eau, notamment la Dronne et le Chalaure. La commune a été reconnue en état de catastrophe naturelle au titre des dommages causés par les inondations et coulées de boue survenues en 1982, 1983, 1986, 1989, 1993, 1999 et 2009,.
Les Églisottes-et-Chalaures est exposée au risque de feu de forêt. Depuis le 20 avril 2016, les départements de la Gironde, des Landes et de Lot-et-Garonne disposent d’un règlement interdépartemental de protection de la forêt contre les incendies. Ce règlement vise à mieux prévenir les incendies de forêt, à faciliter les interventions des services et à limiter les conséquences, que ce soit par le débroussaillement, la limitation de l’apport du feu ou la réglementation des activités en forêt. Il définit en particulier cinq niveaux de vigilance croissants auxquels sont associés différentes mesures,.
Les mouvements de terrains susceptibles de se produire sur la commune sont des tassements différentiels.

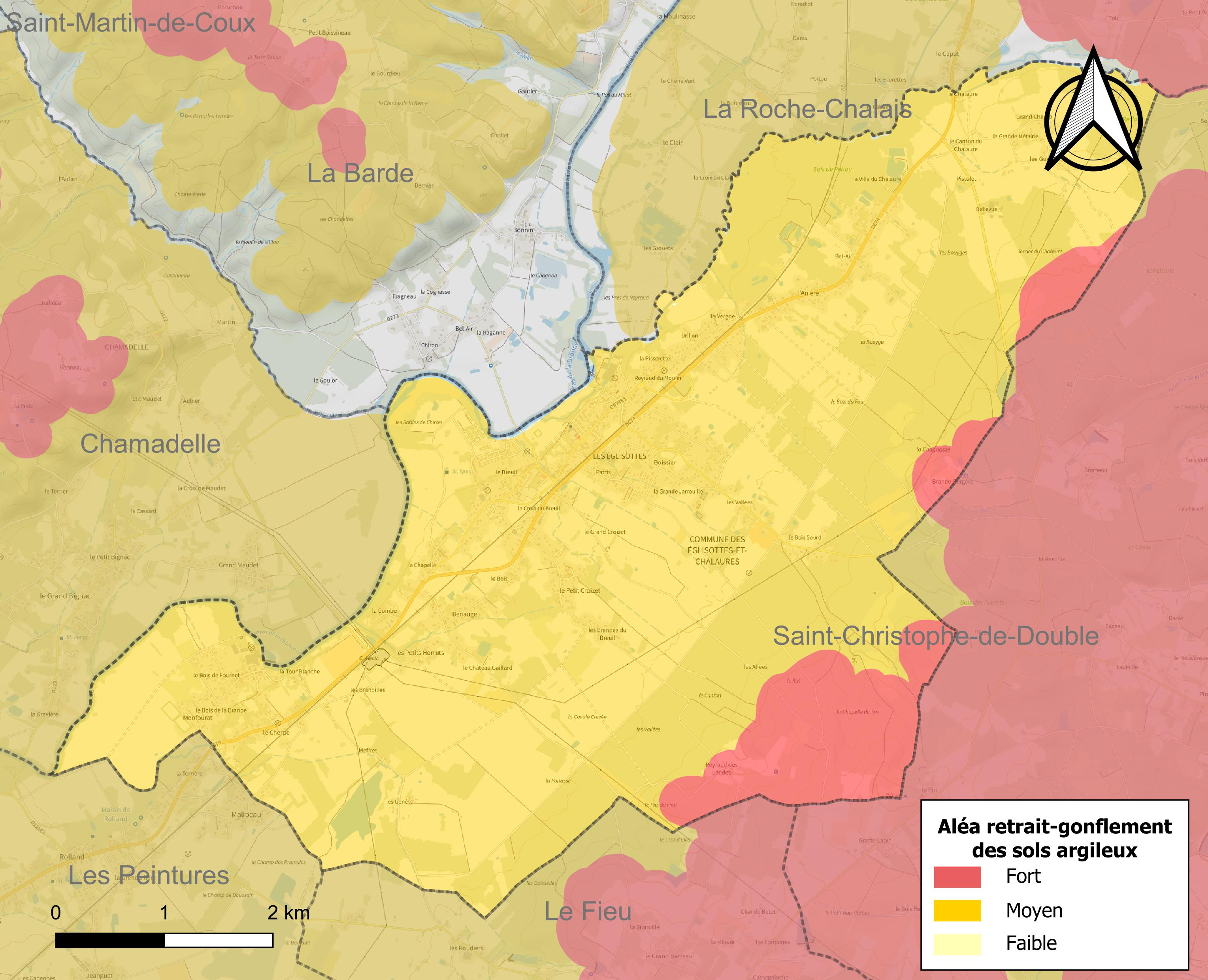
Carte des zones d'aléa retrait-gonflement des sols argileux des Églisottes-et-Chalaures.

Le retrait-gonflement des sols argileux est susceptible d'engendrer des dommages importants aux bâtiments en cas d’alternance de périodes de sécheresse et de pluie. 99,7 % de la superficie communale est en aléa moyen ou fort (67,4 % au niveau départemental et 48,5 % au niveau national). Sur les 934 bâtiments dénombrés sur la commune en 2019,  934 sont en aléa moyen ou fort, soit 100 %, à comparer aux 84 % au niveau départemental et 54 % au niveau national. Une cartographie de l'exposition du territoire national au retrait gonflement des sols argileux est disponible sur le site du BRGM,.
Par ailleurs, afin de mieux appréhender le risque d’affaissement de terrain, l'inventaire national des cavités souterraines permet de localiser celles situées sur la commune.
Concernant les mouvements de terrains, la commune a été reconnue en état de catastrophe naturelle au titre des dommages causés par la sécheresse en 1989, 2005, 2011 et 2017 et par des mouvements de terrain en 1999.

## Histoire
Au début du XIXe siècle, les communes de Chalaures et Les Églizottes fusionnent pour former la commune actuelle.

## Politique et administration

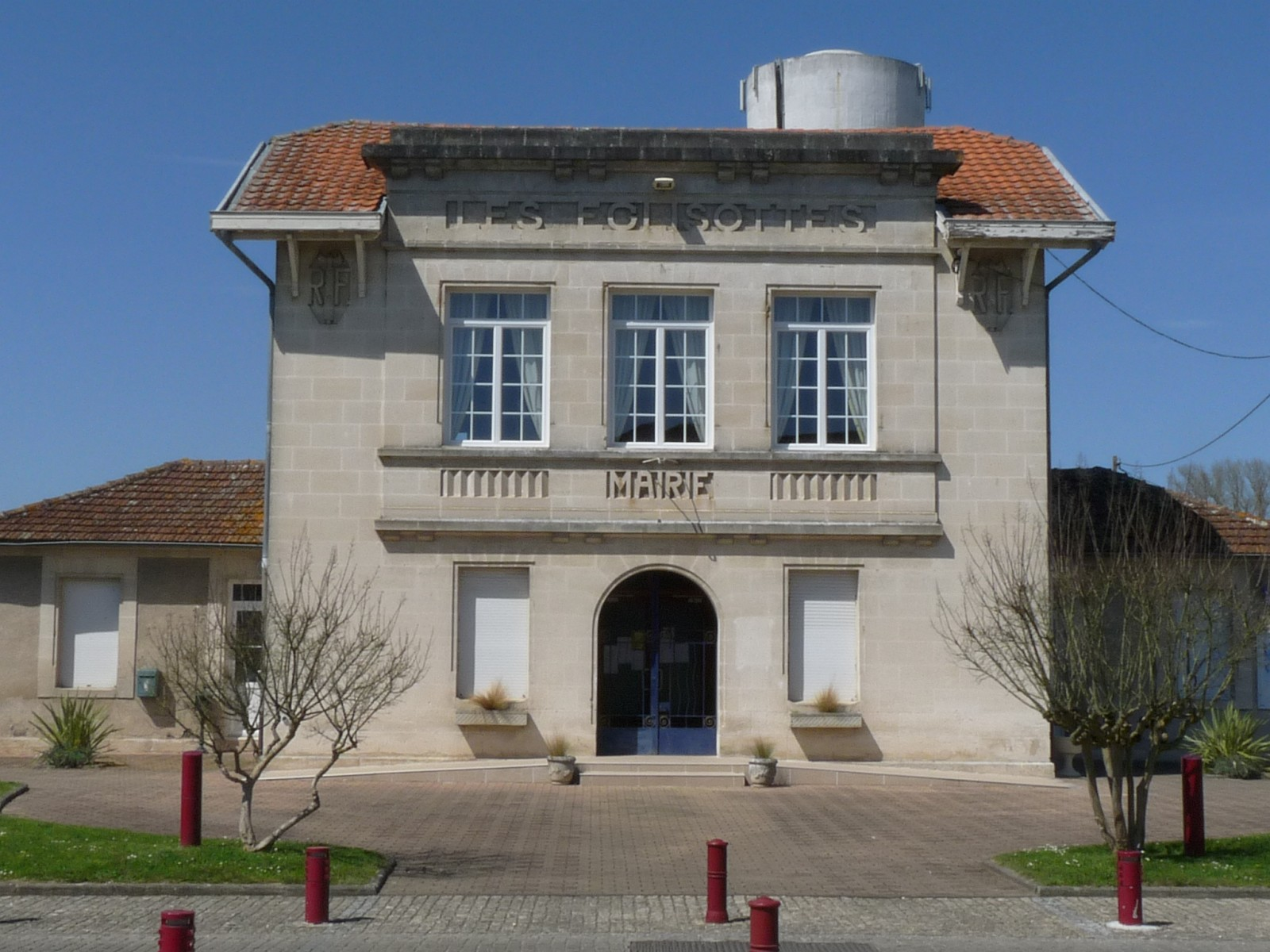
La mairie

| Période                                  | Période  | Identité       | Étiquette | Qualité                                         |
| ---------------------------------------- | -------- | -------------- | --------- | ----------------------------------------------- |
| 1945                                     | 1951     | Pierre Horrut  | SE        |                                                 |
| 1951                                     | 1959     | Jean Le Collen | SE        |                                                 |
| 1959                                     | 1969     | Georges Baudou | SE        |                                                 |
| 1969                                     | 1977     | Henri Balere   | SE        |                                                 |
| 1977                                     | 2008     | Serge Cailleau | SE        |                                                 |
| 2008                                     | 2020     | Bernard Nadeau | DVG       | Retraité de la fonction publique (enseignement) |
| 2020                                     | En cours | Patrick Huchet |           |                                                 |
| Les données manquantes sont à compléter. |          |                |           |                                                 |

## Démographie
L'évolution du nombre d'habitants est connue à travers les recensements de la population effectués dans la commune depuis 1793. Pour les communes de moins de 10 000 habitants, une enquête de recensement portant sur toute la population est réalisée tous les cinq ans, les populations de référence des années intermédiaires étant quant à elles estimées par interpolation ou extrapolation. Pour la commune, le premier recensement exhaustif entrant dans le cadre du nouveau dispositif a été réalisé en 2004.

En 2022, la commune comptait 2 172 habitants, en évolution de −0,32 % par rapport à 2016 (Gironde : +6,91 %, France hors Mayotte : +2,11 %).
| 1793 | 1800 | 1806 | 1821 | 1831 | 1836 | 1841  | 1846 | 1851 |
| ---- | ---- | ---- | ---- | ---- | ---- | ----- | ---- | ---- |
| 582  | 617  | 558  | 823  | 991  | 985  | 1 059 | 980  | 937  |

| 1856  | 1861  | 1866  | 1872  | 1876  | 1881  | 1886  | 1891  | 1896  |
| ----- | ----- | ----- | ----- | ----- | ----- | ----- | ----- | ----- |
| 1 250 | 1 286 | 1 360 | 1 324 | 1 286 | 1 308 | 1 221 | 1 506 | 1 365 |

| 1901  | 1906  | 1911  | 1921  | 1926  | 1931  | 1936  | 1946  | 1954  |
| ----- | ----- | ----- | ----- | ----- | ----- | ----- | ----- | ----- |
| 1 301 | 1 322 | 1 414 | 1 526 | 1 576 | 1 582 | 1 597 | 1 485 | 1 602 |

| 1962  | 1968  | 1975  | 1982  | 1990  | 1999  | 2004  | 2006  | 2009  |
| ----- | ----- | ----- | ----- | ----- | ----- | ----- | ----- | ----- |
| 1 888 | 1 982 | 1 863 | 1 791 | 1 731 | 1 883 | 2 039 | 2 103 | 2 132 |

| 2014  | 2019  | 2022  | - | - | - | - | - | - |
| ----- | ----- | ----- | - | - | - | - | - | - |
| 2 174 | 2 142 | 2 172 | - | - | - | - | - | - |

## Équipements, services et vie locale

### Enseignement

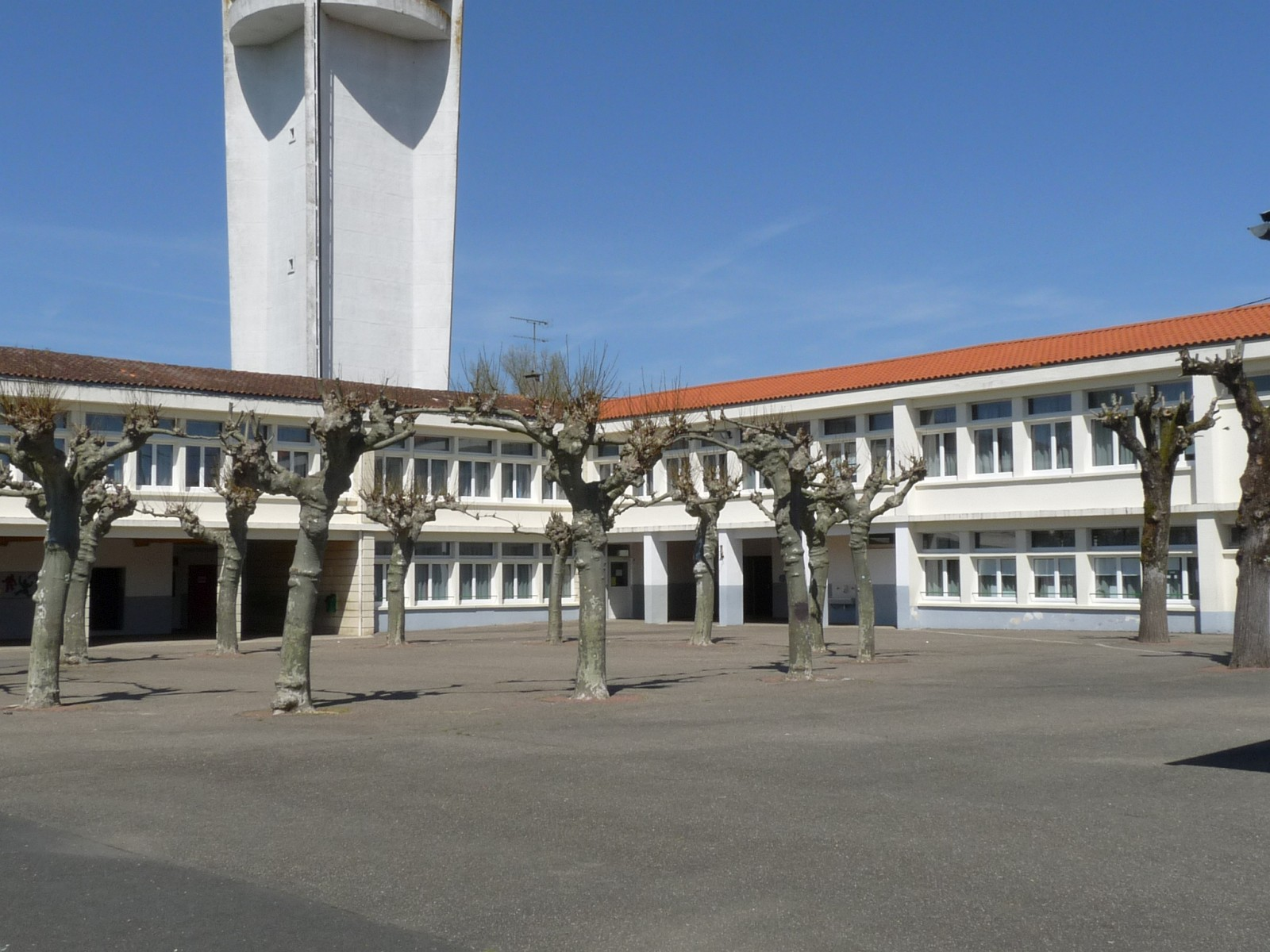
L'école primaire.

- École primaire (maternelle et élémentaire)

## Économie
À partir d'un ancien moulin et son barrage sur la Dronne, la famille Baudou établit une usine d'abord de linoleum, puis de pneus dans les années 1900 et enfin de bottes à partir de 1936 ; après avoir employé jusqu'à 1 300 personnes dans les années 1960, l'usine a fermé ses portes en 2024.

## Culture et patrimoine

### Lieux et monuments

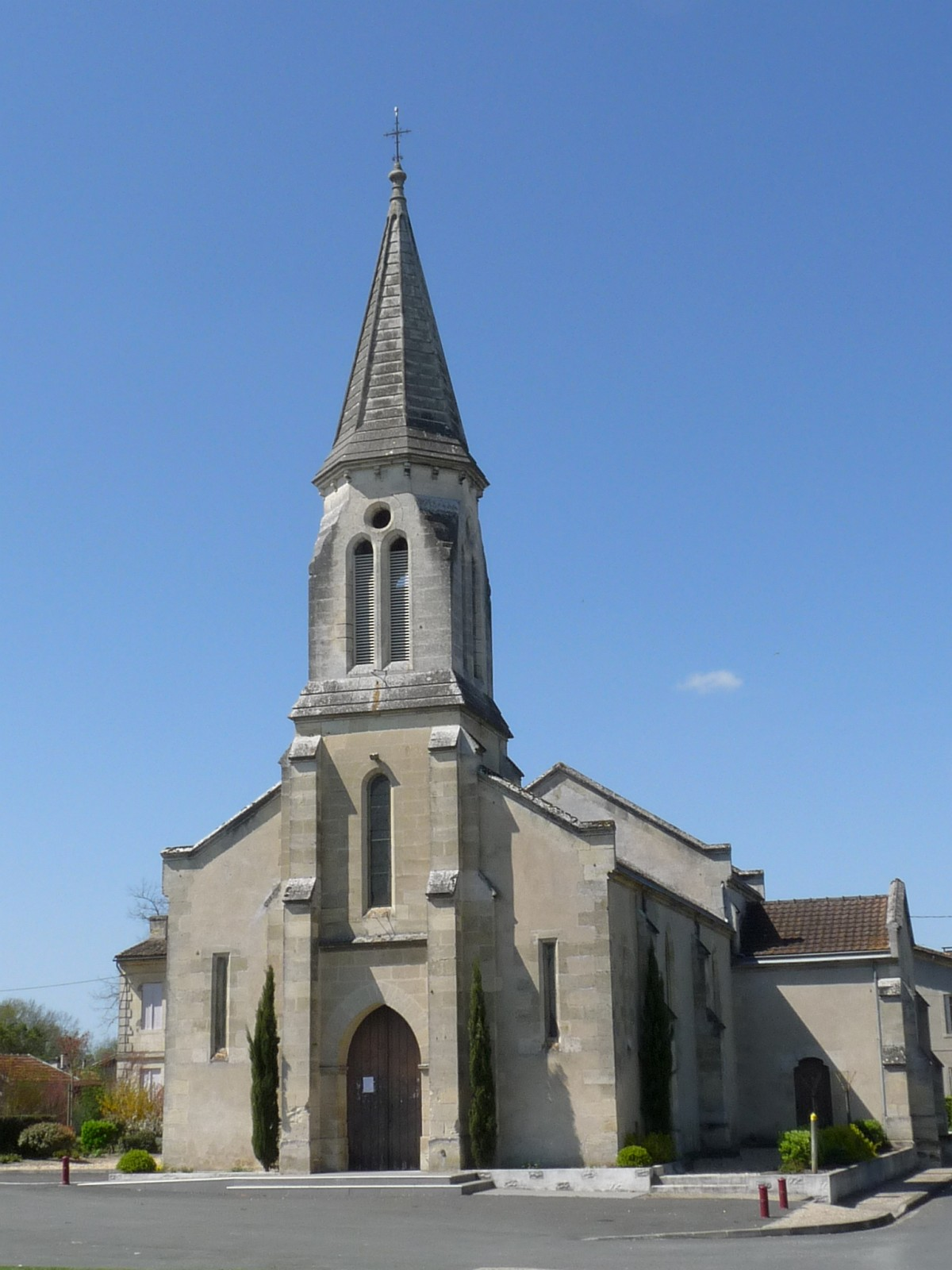
L'église Saint-Pierre

- L'église paroissiale Saint-Pierre, de style néo-roman

### Personnalités liées à la commune
- André Navarre fondateur des papeteries Navarre et propriétaire avec son frère Bernard de la papeterie de Monfourat, les Églisottes et Tartas leur ville natale.
- Christian Martigne, né en 1948 aux Eglisottes-et-Chalaures, athlète, champion de France et recordman de France du triple saut en 1968.